# Campagne présidentielle de Donald Trump en 2020
Pour les articles homonymes, voir Campagne présidentielle de Donald Trump.
Donald Trump, membre du Parti républicain, a cherché sans succès à être réélu lors de l'élection présidentielle américaine de 2020. Il a été investi président des États-Unis le 20 janvier 2017 et a déposé sa candidature à sa réélection auprès de la Commission électorale fédérale (FEC) le même jour.
Trump a commencé sa campagne de réélection inhabituellement tôt pour un président en exercice, en commençant à dépenser de l'argent pour son effort de réélection quelques semaines seulement après son élection. À partir de février 2017, Trump a organisé plus de 150 rassemblements et collectes de fonds pour cette campagne, visitant des États clés. La campagne a également permis de collecter des fonds et de mener deux campagnes publicitaires à l'échelle nationale. Trump a déclaré dans plusieurs discours de campagne que les slogans de la campagne de 2020 seraient « Keep America Great » (Garder l'Amérique grande) et « Promises Made, Promises Kept » (Promesse faite, promesses tenues). Le 7 novembre 2018, Trump a confirmé que Mike Pence serait son colistier à la vice-présidence en 2020.
La tentative de réélection de Trump a finalement échoué ; le ticket du Parti démocrate composé de Joe Biden et Kamala Harris a remporté l'élection de 2020. C'est la première fois depuis 1992 qu'un président en exercice perd sa réélection. Trump a refusé d'accepter les résultats ; lui et ses alliés ont formulé de fausses allégations de fraude, ont fait pression sur les responsables électoraux, ont intenté plusieurs poursuites infructueuses,,, et ont directement tenté d'annuler les résultats au niveau du comté, de l'État et au niveau fédéral. Cela a culminé avec l'assaut du Capitole le 6 janvier 2021, pour laquelle Trump a été destitué une deuxième fois. Le lendemain de l'assaut, Trump a déclaré qu'une « nouvelle administration » succéderait à la sienne, sans mentionner nommément le président élu Biden, dans une vidéo publiée sur Twitter,.

## Contexte
Les prédécesseurs de Trump ont fusionné leurs comités de campagne avec le comité de leur parti après leurs victoires électorales. Après sa victoire électorale de 2016, Trump a abandonné cette tradition présidentielle et a conservé un comité de campagne distinct qui a continué à collecter des fonds. En décembre 2016, la campagne a récolté 11 millions. Ces mouvements indiquaient que Trump envisageait déjà une candidature pour 2020.
Trump a commencé à dépenser de l'argent pour la campagne de 2020 le 24 novembre 2016 (seize jours après la fin de l'élection de 2016). Le premier déboursement de campagne dont ses comités ont signalé qu'il avait été dépensé pour les primaires présidentielles de 2020 concernait l'achat d'un billet d'avion Delta Air Lines à cette date.
Trump a officiellement déposé sa campagne de réélection auprès de la FEC le 20 janvier 2017, le jour de son investiture. Trump a lancé sa campagne de réélection plus tôt dans sa présidence que ses prédécesseurs : Barack Obama (2012), George W. Bush (2004), Bill Clinton (1996), George H. W. Bush (1992) et Ronald Reagan (1984) ont tous déclaré leur candidature à la réélection au cours de la troisième année de leur présidence. Son successeur immédiat, Joe Biden (2024), a également déclaré sa candidature à la réélection lors de la troisième année de sa présidence. Trump a déposé les documents pour sa campagne de réélection environ 47 mois avant la date de l'élection. En revanche, Reagan et George H. W. Bush l'ont fait environ douze mois avant ces élections, George W. Bush environ dix-huit mois, et Clinton et Obama (et plus tard Biden) environ dix-neuf mois avant ces élections.
Alors que les présidents précédents avaient organisé des rassemblements au début de leur présidence pour recueillir des soutiens en faveur de projets de loi, ces rassemblements différaient de ceux de Trump en ce qu'ils étaient financés par la Maison-Blanche plutôt que par les comités de campagne. L'un des avantages de voir son comité de campagne financer les événements est que les organisateurs peuvent filtrer les participants de manière plus sélective, en refusant l’entrée aux non-partisans. Le rassemblement de Trump en février 2017 à Melbourne, en Floride, était le premier rassemblement de campagne d'un président sortant.
En déposant sa candidature dès le début de sa campagne, Trump s'est donné une longueur d'avance en matière de collecte de fonds. Cela a théoriquement contribué à décourager les candidats aux primaires.
Étant donné que ses trois prédécesseurs (Bill Clinton, George W. Bush et Barack Obama) ont été réélus, si Trump avait été réélu, cela aurait été la première fois dans l'histoire américaine que quatre présidents consécutifs étaient élus pour deux mandats.

### Campagne permanente
Bien que le dépôt de candidature de Trump au début de sa campagne soit extraordinairement inhabituel, certains aspects d'une « campagne permanente » ne sont pas totalement sans précédent dans la politique américaine. Un tel phénomène était déjà présent à la Maison-Blanche au moins dès la présidence de Bill Clinton. Sous les conseils de Sidney Blumenthal, l'équipe de Clinton a continué à s'engager dans la méthodologie de campagne une fois au pouvoir, en utilisant les sondages pour s'aider dans la prise de décisions.
Les observateurs politiques qui soutiennent l'opinion selon laquelle une campagne permanente a eu un impact significatif sur les présidences récentes soutiennent que les décisions des présidents ont de plus en plus été prises en tenant compte de leur impact sur l'approbation des électeurs.
Le concept de campagne permanente décrit également l'accent que les présidents récents ont accordé aux préoccupations électorales au cours de leur mandat, la distinction entre le temps passé à gouverner et le temps passé à faire campagne étant devenue floue. Les observateurs politiques considèrent l'augmentation de la collecte de fonds présidentiels comme un symptôme de la campagne permanente.
Le temps disproportionné que les présidents ont passé à visiter des États clés sur le plan électoral (et le temps relativement faible qu'ils ont passé à visiter des États qui ont peu d'importance électorale pour eux) a été présenté comme une preuve de motivations électorales cachées influençant la gouvernance présidentielle, emblématique des frontières floues entre campagne et gouvernance à la Maison-Blanche. Par exemple, George W. Bush a effectué 416 voyages à l'intérieur du pays au cours de ses trois premières années au pouvoir. C'est 114 de plus que ce que son prédécesseur Bill Clinton avait gagné au cours de ses trois premières années. Au cours de sa première année, 36 % des déplacements intérieurs de Bush ont eu lieu dans les 16 États considérés comme des États clés après avoir été décidés par les marges les plus serrées lors de l'élection de 2000. Au cours de sa deuxième année, 45 % de ses déplacements intérieurs ont été effectués dans ces États, et au cours de sa troisième année, 39 % de ses déplacements intérieurs ont été effectués dans ces États.
Selon l'Associated Press, une société d'analyse de données nommée Data Propria, lancée en mai 2018 pour fournir des services de ciblage publicitaire et dirigée par d'anciens responsables de Cambridge Analytica, travaille sur les relations publiques de la campagne de réélection de Trump en 2020.

### Positions politiques
À l'issue de la convention de 2020, le programme de campagne pour un second mandat consistait principalement à s'appuyer sur le programme du premier mandat.
Alors que certaines manifestations en hommage à George Floyd ont donné lieu à des incidents violents, Trump a mis l'accent sur « la loi et l'ordre » comme thème majeur de sa campagne, en adressant des critiques particulières aux antifas. Trump et le procureur général Bill Barr ont affirmé que les antifas avaient organisé les manifestations, bien qu'aucune preuve ne vienne étayer cette affirmation. Barr avait également lié sans fondement l'antifa au mouvement Black Lives Matter. Trois projets de rapports du DHS d'août 2020 n'ont pas mentionné l'antifa comme un risque de terrorisme intérieur et ont classé la suprématie blanche comme le risque le plus élevé, plus élevé que celui des groupes terroristes étrangers. Brian Murphy — jusqu'en août 2020, sous-secrétaire du DHS au renseignement et à l'analyse — a affirmé dans une plainte de dénonciation de septembre 2020 que le secrétaire à la Sécurité intérieure Chad Wolf et son adjoint Ken Cuccinelli lui avaient demandé « de modifier les évaluations du renseignement pour s'assurer qu'elles correspondent aux commentaires publics du président Trump sur le sujet de l'ANTIFA et des groupes "anarchistes" » et de minimiser la gravité du risque associé à la suprématie blanche. Murphy a déclaré qu'il avait refusé. La campagne a envoyé un SMS de collecte de fonds à ses partisans en septembre 2020, mentionnant une « ALERTE ANTIFA », poursuivant ainsi : « Ils attaqueront vos maisons si Joe est élu. »
De hauts responsables ont tenté de conserver des dossiers sur des manifestants identifiés, qu'ils voulaient accuser d'un complot terroriste qui n'existait pas. Le but était d’aider Trump à être réélu.

### Taux d'approbation
Les taux d'approbation du président, bien qu'en légère hausse tout au long de la seconde moitié de son premier mandat, ont généralement montré que Trump était l'un des présidents les moins populaires de l'histoire des sondages d'opinion modernes au cours d'une année d'élection présidentielle. Les observateurs politiques soulignent que l'approbation des postes présidentiels est hautement partisane, Gallup écrivant en mars 2020 : « Les 92 % d'approbation parmi les républicains et les 42 % parmi les indépendants sont proches de ses taux d'approbation les plus élevés pour ces groupes. Pendant ce temps, son taux d'approbation parmi les démocrates, actuellement de 8 %, n'a pas dépassé 13 % depuis son entrée en fonction en février 2017. L'écart actuel de 84 points d'approbation entre les républicains et les démocrates est à seulement quelques points du record de polarisation constaté par Gallup fin janvier et début février. »
Au milieu de la pandémie de Covid-19 au début du printemps 2020, la cote de popularité de Trump a connu une légère mais notable remontée, suivie d'une légère baisse à la mi-2020. En juin et juillet 2020, les sondages d'opinion ont montré que l'approbation de Trump s'est considérablement affaiblie.

## Note
- (en) Cet article est partiellement ou en totalité issu de l’article de Wikipédia en anglais intitulé « Donald Trump 2020 presidential campaign » (voir la liste des auteurs).